# 法律事務所 (テレビドラマ)
『法律事務所』（ほうりつじむしょ）は、2006年から2009年までテレビ朝日系「土曜ワイド劇場」で放送されたテレビドラマシリーズ。全3回。主演は水谷豊。

## 概要
敏腕弁護士の礼門晃（第1作では牧宏）が、自身がかつて所属していた法律事務所の創設者の娘で、後輩の弁護士である浅羽夏美（第1作では浅羽涼子）の依頼を受けて、彼女の弁護の手助けをするという内容である。裁判の資料集めに奔走する過程で担当する事件の真相が明らかになる。

## キャスト

### 主人公
牧宏（第1作） → 礼門晃（第2作・第3作）
演 - 水谷豊
かつてはA&H綜合法律事務所に所属し辣腕をふるっていた弁護士であるが、思うところがあったのか法律事務所を辞め、茸や海藻の研究やバードウォッチングなど、弁護士活動をそっちのけで趣味にとことん熱中している。しかし、弁護士の腕はいささかも衰えていない。
愛車は赤色のスズキ・ジムニー。
弁護士活動をするときはA&H綜合法律事務所の屋上のプレハブ小屋を仮住まいにしている。裁判所以外では比較的カジュアルな服装で通している。

### A&H綜合法律事務所
浅羽涼子（第1作） → 浅羽夏美（第2作・第3作）
演 - 鈴木杏樹
刑事訴訟部の弁護士。父親が事務所の創立者の一人。礼門（牧）の弁護士バッジは彼女が預かっている。
佐伯繁晴
演 - 温水洋一
事務員。
久保田泰夫
演 - 瀬川亮（第1作）
新人弁護士。
安田友美
演 - 水橋貴己（第2作・第3作）
新人弁護士。
浜岡玄一
演 - 石橋蓮司
所長。礼門（牧）のことは快く思っておらず、小言や嫌味を言ったりすることがしばしばである。鳥が苦手。愛車は銀色の日産・ティアナ(J31前期型)。劇中では3000ccと言われているが、実際のティアナの排気量は2300cc、2500cc、3500ccで3000ccは存在しない。

### ゲスト
★（被告人）
◆（最初に発見された遺体）
第1作「自白の風景」（2006年）
- 川喜多将之（境工業高等学校 教師） - 増沢望
- 矢代由季子（昌宣の妹） - 粟田麗
- 来宮英次（検事） - 小原雅人
- 滝川待子（滝川の妻） - 池田道枝
- 滝川実（元裁判長） - 阿部六郎 ◆
- 矢代昌宣（16年前の殺人事件で有罪判決・獄中死） - 梅宮哲
- 横井直哉（裁判長） - 松永英晃
- 寺本彰（烏山中央警察署 刑事） - 佐藤誓
- 村木伸也（スナック店主） - 浜近高徳
- ホステス - 土肥美緒
- 佐野茂子（不動産屋） - 南條瑞江
- 小原茂樹（冤罪事件を支援する会 職員） - 野元学二
- 滝川稔（滝川と待子の息子・パン屋） - 嶋田豪
- 畑山順次（16年前の殺人事件の被害者） - 古川照之
- 烏山中央警察署 刑事 - 吉永秀平
- タクシードライバー - 湯沢勉
- ホステス - 石井悠葉
- 冤罪事件を支援する会 事務員 - 長尾奈奈
- 境工業高等学校 教師 - 鈴木信明
- 岩瀬厚一郎（冤罪事件を支援する会 職員） - 宮澤翔
- パチンコ店店員 - 椙本滋
- 冤罪事件を支援する会 会員 - 佐藤智美
- パチンコの客 - サイ・ホージン
- 滝川（稔の妻） - 相坂美香
- 立木奈緒（キノコ子供） - 甲野優美
- 堀内利勝（元刑事） - 平泉成 ★

第2作「十字架型に重なる二つの死体〜乗馬クラブ殺人事件!」（2008年）
- 井筒雄樹（IT企業の社長） - 高橋和也
- 立川須美子（乗馬クラブの職員） - 前田愛
- 杉本博（乗馬クラブの指導員） - 森本亮治 ★
- 入江華子（井筒の秘書） - 遊井亮子
- 大友真一郎（乗馬クラブのオーナー） - 片桐竜次
- 梅田光彦 - 大鷹明良
- 山本雄三（別荘管理人） - 田口主将
- 小野川（警官） - 菊池均也
- 稲尾一志（裁判長） - 野元学二
- 三田村和美（ホステス） - 三輪ひとみ
- 貝沢美樹（派遣社員・祥子の友人） - 葉山レイコ ◆
- 井筒祥子（井筒の妻・杉本の愛人） - 浜野由起子 ◆
- 影山（漁師） - 菊池隆志
- 波多野都（検事） - 島田陽子（特別出演）
- 杉田吉平、谷村実紀、西口真生、小出ミカ、藤岡麻美、田辺修斗、弓川留奈、東武志、高瀬尚也

第3作「芦ノ湖畔高級別荘地連続殺人!」（2009年）
- 渡辺愛（ファッションブランド「フレンドブランチ」会長秘書・夏美の高校時代の友人） - 映美くらら ★
- 友枝茂樹（フレンドブランチ 社長・幸雄の長男） - 池田政典
- 友枝圭作（フレンドブランチ 副社長・幸雄の次男） - 正名僕蔵
- 友枝大輔（画家・幸雄の三男・裕子の連れ子） - 一條俊
- 飯野歩（飯野法律事務所 弁護士・幸雄の顧問弁護士） - 伊藤洋三郎
- 藤川俊一郎（検事・夏美の司法修習の同期） - 神尾佑
- 友枝幸雄（フレンドブランチ 会長） - 野村昇史 ◆
- 太田隆（愛の恋人） - かなやす慶行
- 水城（小田原西警察署 刑事） - 渡洋史
- 小林進（裁判長） - 森富士夫
- 渡辺美智代（愛の母） - 今本洋子
- 金田則夫（別荘管理人） - 佐々木睦
- 斉藤（巡査） - 野元学二
- 景山（フレンドブランチミュージアム プロジェクトマネージャ） - 井上智之
- 太田のアパート管理人 - 笠井一彦
- リゾートホテル「ザ・プリンス箱根」従業員 - 佐藤智美
- 写真店店員 - 菊池隆志
- 小田原西警察署 刑事 - 八巻博史
- 友枝裕子（幸雄の後妻） - 美保純

## スタッフ
- 原作 - 深谷忠記「自白の風景」（単行本・講談社／文庫、ノベルス・徳間書店、第1作）
- 監督 - 和泉聖治
- 脚本 - 吉本昌弘、橋本尚悦
- 音楽 - 義野裕明（1、2）、吉川清之（3）
- 法律監修 - 野元学二
- 撮影 - 会田正裕
- 編集 - 只野信也
- 照明 - 大久保武志（2）
- 録音 - 舛森強（2）
- VE - 中村耕太（2）
- スクリプター - 唐崎真理子（2）
- EED - 谷内和正（東映ラボ・テック）
- MA - 藤沢信介（東映ラボ・テック）
- 音響効果 - 大野義彦（大泉音映）
- 美術 - 伊藤茂（2）
- 装飾 - 田村康利（2、大晃商会）
- 装置 - 百地正志（2）
- 持道具 - 安達由美子（2、大晃商会）
- 衣裳 - 谷川亜希（2、東京衣裳）
- プロデューサー - 松本基弘（1-3、テレビ朝日）、西平敦郎（1、東映）、金丸哲也（2-3、東映）、横塚孝弘（2、東映）、丸山真哉（3、東映）
- 制作 - テレビ朝日、東映

## 放送日程
| 話数 | 放送日        | サブタイトル                                    | 脚本              | 監督     | 視聴率 |
| ---- | ------------- | ----------------------------------------------- | ----------------- | -------- | ------ |
| 1    | 2006年8月12日 | 自白の風景                                      | 吉本昌弘 橋本尚悦 | 和泉聖治 | 13.5%  |
| 2    | 2008年4月12日 | 十字架型に重なる二つの死体〜乗馬クラブ殺人事件! | 吉本昌弘          | 和泉聖治 | 14.1%  |
| 3    | 2009年4月04日 | 芦ノ湖畔高級別荘地連続殺人!                     | 吉本昌弘          | 和泉聖治 | 16.4%  |

- 視聴率はビデオリサーチ調べ、関東地区・世帯

## その他
- 第1作と第2作とは、若干設定が異なる（主人公の名前が違う、など）。
- 第2作は2007年7月28日放送予定だったが、「AFCアジアカップサッカー大会3位決定戦」に日本代表が出場することが決まったため、当日はサッカー中継の放送を優先した。水谷が出演しているドラマ『相棒 season6』の放送終了を待ち、2008年4月12日に第2作が放送された。